# Charles Thomas Jackson
Pour les articles homonymes, voir Jackson.
Charles Thomas Jackson est un médecin, chimiste,  géologue et minéralogiste américain, né le 21 juin 1805 à Plymouth dans le Massachusetts et mort le 28 août 1880 à Somerville.

## Biographie
Il étudie la médecine à l’école de médecine d’Harvard et obtient son doctorat en 1829. Il se rend à Paris pour y étudier la géologie à l’école des mines. Il affirmera plus tard que lors de la traversée, il a rencontré Samuel Morse (1791-1872) et lui a expliqué le principe du télégraphe. L'intérêt de Jackson pour la géologie se traduit, en 1837, par la publication du First Report on the Geology of the State of Maine, réalisée pour le gouvernement.
De retour à Boston, Jackson se consacre à la pratique de la médecine. Il abandonne celle-ci et ouvre, en 1836, un laboratoire privé dédié à la chimie analytique et commence également l’enseignement. L’un de ses étudiants, William Morton (1819-1868), dentiste, recherche une méthode pour rendre indolores les soins dentaires. 
En 1845, Morton apprend d’Horace Wells (1815-1848) que l’éther pourrait servir d’anesthésique local et commence alors à réaliser des expériences. En septembre 1846, Morton demande à Jackson son avis au sujet des pouvoirs anesthésiants de l’éther (ou éther éthylique). Morton finit par démontrer, le 16 octobre 1846, l’efficacité de l’éther. Jackson alors affirme être le véritable découvreur de cette propriété. Il s'ensuit une controverse qui dura plusieurs décennies et aura des suites judiciaires.
Pris d'une crise maniaque devant la tombe de son rival Morton (1873), Jackson fut admis pour maladie mentale dans l'asile d'aliénés McLean de Somerville où il passa la fin de sa vie.